# Dietrich Engelhus
Dietrich Engelhus (auch: Theoderich Engelhusen, Theodorus, Theodoricus Engelhusius, Engelhuys) (* um 1362 in Einbeck; † 5. Mai 1434 in Wittenburg bei Elze) war ein Lehrer und Verfasser lateinischer Werke.
Nach dem Studium in Prag, Erfurt und Leipzig war Engelhus als Lehrer in Bamberg, Einbeck, Göttingen und Magdeburg. Kurz vor seinem Tod trat er 1434 in das Augustinerchorherrenstift Wittenburg ein.
Sein Hauptwerk ist eine lateinische Weltchronik, die unter dem Titel Chronicon continens res ecclesiae et reipublicae ab orbe condito usque ad annum Chr. 1420 von Leibniz in die Scriptores rerum Brunsvicensium (T. II. p. 977) aufgenommen wurde.
Engelhus verfasste 1420/1430 den in zwei Handschriften überlieferten Promptus, eine der ersten alphabetisch gegliederten Enzyklopädien.